# Шарлотт (Северная Каролина)
Ша́рлотт (англ. Charlotte, /ˈʃɑrlət/) — город в США. Самый крупный город в штате Северная Каролина, по численности населения Шарлотт занимает семнадцатое место среди крупнейших городов США. Город расположен на границе с Южной Каролиной в округе Мекленберг, административным центром которого он и является.
В Шарлотт находится штаб-квартира самого крупного банка США — Bank of America, это вторая по значению банковская и финансовая площадка США и, благодаря своей географической близости к южной и центральной части Атлантического океана превратившаяся в последние годы в важный авиатранспортный узел на пути в Европу.
В Шарлотт находится одно из подразделений Университета Северной Каролины.
Шарлотт часто называют «домом NASCAR». Неподалёку от Шарлотта находится гоночный стадион (трек) «Шарлотт Мотор Спидвей», где четыре раза в году проходят автомобильные гонки NASCAR, соответственно в пригородах Шарлотта расположены базы большинства команд NASCAR, а в самом городе находится Зал Славы NASCAR.
По состоянию на 2024 год 66 % площади города занято зелёными насаждениями. Город занимает 1-место в США и 29-е место в мире в рейтинге самых зелёных городов планеты.

## География
Согласно данным бюро статистики США, город занимает общую площадь 629 км², из которых 628 км² приходится на сушу и 1,6 км² — на водные ресурсы.

### Климат
Шарлотт, как и большая часть юго-востока США, расположена в зоне влажного субтропического климата (Cfa согласно классификации климата Кёппена) с четырьмя выраженными сезонами. Зимы в городе очень короткие и преимущественно прохладные, со средней температурой января 4,5 °C. В среднем около 58 ночей в году температура воздуха падает до нулевой отметки или ниже. В среднем не более двух дней в году температура днем не превышает 0 °C. Самый сухой месяц — апрель. Лето в Шарлотте жаркое и влажное со средней температурой июля 29,8 °C. Дневная температура, превышающая 32 °C, держится в среднем 40 дней в году. Осень в основном более сухое время года, чем весна.
- Среднегодовая температура — +15,4 °C
- Среднегодовая скорость ветра — 2,8 м/с
- Среднегодовая влажность воздуха — 67 %

| Показатель                    | Янв.  | Фев.  | Март  | Апр. | Май  | Июнь | Июль | Авг. | Сен. | Окт. | Нояб. | Дек.  | Год   |
| ----------------------------- | ----- | ----- | ----- | ---- | ---- | ---- | ---- | ---- | ---- | ---- | ----- | ----- | ----- |
| Абсолютный максимум, °C       | 27,8  | 27,8  | 32,8  | 35,6 | 36,7 | 39,4 | 39,4 | 40,0 | 40,0 | 36,7 | 30,0  | 27,8  | 40,0  |
| Средний суточный максимум, °C | 10,4  | 12,8  | 17,3  | 22,2 | 26,1 | 30,0 | 31,7 | 30,8 | 27,4 | 22,1 | 16,9  | 11,6  | 21,6  |
| Средняя температура, °C       | 4,5   | 6,6   | 10,7  | 15,2 | 19,7 | 24,1 | 25,8 | 25,2 | 21,6 | 15,7 | 10,4  | 5,8   | 15,4  |
| Средний суточный минимум, °C  | −1,3  | 0,4   | 4,1   | 8,3  | 13,2 | 18,1 | 20,1 | 19,6 | 15,8 | 9,3  | 4,0   | −0,1  | 9,3   |
| Абсолютный минимум, °C        | −20,6 | −20,6 | −15,6 | −6,1 | 0,0  | 7,2  | 11,7 | 10,0 | 3,3  | −4,4 | −11,7 | −20,6 | −20,6 |
| Норма осадков, мм             | 87    | 84    | 102   | 77   | 81   | 95   | 94   | 107  | 82   | 86   | 80    | 83    | 1058  |
| Источник: Погода и климат     |       |       |       |      |      |      |      |      |      |      |       |       |       |

## Демография
Согласно переписи населения США в 2010 году, расовый состав города Шарлотт:
- Белые — 45,1 %
- Афроамериканцы — 35,0 %
- Латиноамериканцы — 13,1 %
- Азиаты — 5,0 %
- Коренные американцы — 0,5 %
- Гавайцы — 0,1 %
- Две или более расы — 1,2 %

Средний годовой доход на домашнее хозяйство в городе составляет $48,670, а средний доход на семью $59,452.

## Экономика
Шарлотт стал крупным финансовым центром США и в настоящее время является вторым по величине банковским центром в США (после Нью-Йорка). В Шарлотте находятся штаб-квартиры Банка Америки и Truist Financial корпорации, а также региональные управления Уэллс Фарго (бывшая Ваковия) и The Vanguard Group.

## Образование

### Школьная система
Городская государственная школьная система является второй по величине в Северной Каролине и двадцатой в стране.

### Колледжи и университеты
В Шарлотте располагается ряд известных университетов и колледжей, таких как Central Piedmont Community College, Charlotte School of Law, Johnson C. Smith University, Johnson & Wales University, Queens University of Charlotte и University of North Carolina at Charlotte.

## Религия
Исторически Шарлотт был протестантским городом. Это родина Билли Грэма, а также историческая резиденция Южного пресвитерианства, но демографические изменения и растущее население города принесли десятки новых конфессий и вероисповеданий. В общей сложности, в Шарлотте 700 религиозных организаций.
В Шарлотте располагается штаб-квартира Баптистского мирного общества Северной Америки, также здесь расположены кампусы Преобразованной Богословской семинарии и Богословской семинарии Гордона-Конуэлла; в последнее время, преподавание религиоведения в местных колледжах и университетах значительно выросло.
Крупнейшей по посещаемости христианской церковью в Шарлотте является Elevation Church, основанная ведущим пастором Стивеном Фуртиком. Церковь насчитывает почти 15,000 прихожан в семи местах города.
Собор Святого Патрика является резиденцией епископа римско-католической епархии Шарлотта.

## Культура

### Музеи
- Музей современного искусства Бектлера (Bechtler Museum of Modern Art)
- Библиотека Билли Грэма (Billy Graham Library)
- Музей авиации (Carolinas Aviation Museum)
- Центр пожарного образования и музей (Charlotte-Mecklenburg Fire Education Center and Museum)
- Научно-популярный музей «Место открытия» (включает музей науки, музей природы и детский центр) и Парк свободы
- Музей трамваев в историческом Саут-Энде (Charlotte Trolley Museum in Historic South End)
- Центр афро-американских искусств и культуры Харви Б. Ганта (Harvey B. Gantt Center for African-American Arts + Culture)
- Фабрика света (The Light Factory)
- Центр изобразительного искусства Маккола (McColl Center for Visual Art)
- Музей искусства в бывшем Монетном дворе (Mint Museum)
- Зал славы NASCAR (NASCAR Hall of Fame)
- Исторический музей Wells Fargo

### Фестивали и особые мероприятия
Шарлотт является местом проведения многих ежегодных фестивалей и особых мероприятий.
- В октябре и ноябре по субботам и воскресеньям проводится фестиваль Carolina Renaissance Festival.

### Спорт
- В городе базируется баскетбольная команда «Шарлотт Хорнетс», выступающая в Национальной баскетбольной ассоциации, и профессиональный клуб по американскому футболу «Каролина Пантерз», выступающий в Национальной футбольной лиге NFL.
- С 2021 года в МЛС выступает футбольный клуб «Шарлотт»[7].

## Города-побратимы
- Перу: Арекипа
- Германия: Крефельд
- Китай: Баодин
- Франция: Лимож
- Польша: Вроцлав
- Гана: Кумаси
- Израиль: Хадера

#### Бывшие города-побратимы
- Россия: Воронеж (1991—2022)[8]. После вторжения России на Украину город Шарлотт прекратил сотрудничество.[9]